# 1966年の自転車競技
1966年の自転車競技についてまとめる。

## 主なできごと
- 6番目の特別競輪、秩父宮妃賜杯競輪が開始される（1970年まで）。初代優勝者は平間誠記。
- アムステルゴールドレースが開始される。初代優勝者はジャン・スタブリンスキ。
- ティレーノ〜アドリアティコが開始される。初代総合優勝者はディノ・ザンデグ。
- ジロ・デ・イタリアにポイント賞が設けられる。
- トラックレース世界選手権自転車競技大会の種目に、アマ男子・1000mタイムトライアル、アマ男子・タンデム（1994年まで）が新種目として加わる。
- ツール・ド・フランスのトレードチーム別対抗戦が当年限りで終了（1969年に復活）。
- 西宮競輪場が従前の木板走路からアスファルト走路へと代わり、それを記念して同場で初めての特別競輪開催となる、全国都道府県選抜競輪が行われた。

## 主な成績

### ロードレース
- ブエルタ・ア・エスパーニャ：4月28日〜5月15日
  - 総合優勝：フランシスコ・ガビカ（ スペイン、KAS） 78時間53分55秒
  - ポイント賞：ヤン・ファン・デル・フリュテン（ オランダ）
  - 山岳賞：グレゴリオ・サン・ミゲル（ スペイン）
- ジロ・デ・イタリア：5月18日〜6月9日
  - 総合優勝：ジャンニ・モッタ（ イタリア、モルテニ） 110時間10分48秒
  - ポイント賞：ジャンニ・モッタ（ イタリア）
  - 山岳賞：フランコ・ビトッシ（ イタリア）
- ツール・ド・フランス：6月21日〜7月14日
  - 総合優勝：ルシアン・エマール（ フランス、フォード・フランス） 117時間34分21秒
  - ポイント賞：ウィリー・プランカールト（ ベルギー）
  - 山岳賞：フリオ・ヒメネス（ スペイン）
- 世界選手権・プロロードレース：8月28日、 西ドイツ・ニュルブルクリング
  - 優勝：ルディ・アルティヒ（ 西ドイツ） 7時間21分10秒
- ミラノ〜サンレモ：4月14日
  - 優勝：エディ・メルクス（ ベルギー）
- ロンド・ファン・フラーンデレン：4月9日
  - 優勝：エドワルト・セルス（ ベルギー）
- パリ〜ルーベ：4月17日
  - 優勝：フェリーチェ・ジモンディ（ イタリア）
- リエージュ〜バストーニュ〜リエージュ：5月2日
  - 優勝：ジャック・アンクティル（ フランス）
- ジロ・ディ・ロンバルディア：10月22日
  - 優勝：フェリーチェ・ジモンディ（ イタリア）
- スーパープレスティージュ
  - 優勝：ジャック・アンクティル（ フランス）

### トラックレース

#### 競輪
- 秩父宮妃賜杯競輪：決勝日・2月22日 西武園競輪場
  - 優勝：平間誠記（宮城）
- オールスター競輪：決勝日：5月10日 一宮競輪場
  - 優勝：木村実成（群馬）
- 高松宮賜杯競輪：決勝日・6月8日 大津びわこ競輪場
  - 優勝：宮路雄資（熊本）
- 全国都道府県選抜競輪：決勝日・8月4日 西宮競輪場
  - 優勝：高原永伍（神奈川）
- 日本選手権競輪：決勝日・11月1日 後楽園競輪場
  - 優勝：宮路雄資（熊本）
- 競輪祭：競輪王戦決勝日・11月28日、新人王戦決勝日・11月21日 小倉競輪場
  - 全日本競輪王戦優勝：吉川多喜夫（神奈川）
  - 全日本新鋭王戦優勝：松本秀房（熊本）
- 賞金王：稲村雅士（群馬） - 12,384,020円

### シクロクロス
- 世界選手権自転車競技大会：2月27日  スペイン・ベアサイン
  - プロ優勝：エリック・デ・フラミンク（ ベルギー）

## 誕生
- 2月18日 - ディミトリ・コニシェフ ( ソビエト連邦→ ロシア、ロードレース選手)
- 4月8日 - メルチョル・マウリ ( スペイン、ロードレース選手)
- 4月15日 - 飯島規之 ( 日本、競輪選手)
- 5月7日 - アンドレア・タフィ ( イタリア、ロードレース選手)
- 6月29日 - 波潟和男 ( 日本、競輪選手)
- 8月4日 - リュク・ルブラン ( フランス、ロードレース選手)